# Třída Oksøy
Třída Oksøy je třída minolovek norského královského námořnictva. Celkem byly postaveny čtyři jednotky této třídy. Spadají do kategorie plavidel pro vyhledávání min (MHC – minehunter coastal). Pouze mírně se od nich odlišují minolovky příbuzné třídy Alta (MSC – minesweeper coastal).

## Stavba
Čtveřice minolovek této třídy byla objednána v listopadu 1989 u norské loděnice Kvaerner ve městě Mandal. Do služby byly přijaty v letech 1994–1995.
Jednotky třídy Oksøy:
| Jméno         | Spuštěna | Vstup do služby | Status  |
| ------------- | -------- | --------------- | ------- |
| Oksøy (M340)  |          | 18. srpna 1994  | aktivní |
| Karmøy (M341) |          | 9. ledna 1995   | aktivní |
| Måløy (M342)  |          | 24. března 1995 | aktivní |
| Hinnøy (M343) |          | 8. září 1995    | aktivní |

## Konstrukce
Plavidla mají koncepci katamaranů pohybujících se na vzduchovém polštáři s využitím tzv. přízemního efetu. Díky tomu dosahují vysokých rychlostí, což jim umožňuje rychlý přesun do oblasti určení. Postavena jsou z plastového sendviče vyztuženého skelným vláknem. Jsou vybavena dvěma navigačními radary Decca RN 88. K vyhledávání a klasifikaci min slouží trupový sonar TSM 2023N. Pro ničení min slouží dva dálkově ovládané ponorné prostředky Pluto. Hlavňovou výzbroj tvoří dva 20mm kanóny Rheinmetall a dva 12,7mm kulomety. K obraně proti napadení ze vzduchu slouží šestinásobný protiletadlový raketový komplet Sadral pro střely Mistral. Pohonný systém tvoří dva diesely MTU 12V 396 TE84, každý o výkonu 2760 kW, pohánějící dva lodní šrouby. Jemné manévrování umožňují dvě vodní trysky Kvaerner Eureka. Nejvyšší rychlost dosahuje 20 uzlů.